# Những kẻ khờ mộng mơ (nhạc phim)
La La Land: Original Motion Picture Soundtrack là album nhạc phim cho bộ phim năm 2016 Những kẻ khờ mộng mơ. Album nhạc phim được phát hành thông qua Interscope Records vào ngày 9 tháng 12 năm 2016.

## Bối cảnh
Bài hát và nhạc nền cho La La Land được Justin Hurwitz, bạn học tại Đại học Harvard của Damien Chazelle - đạo diễn và biên kịch phim - biên soạn và dàn dựng. Lời ca do Pasek và Paul sáng tác, trừ ca khúc "Start a Fire", được viết bởi John Stephens, Hurwitz, Marius De Vries và Angelique Cinelu.

## Danh sách bài hát
| La La Land: Original Motion Picture Soundtrack | La La Land: Original Motion Picture Soundtrack | La La Land: Original Motion Picture Soundtrack               | La La Land: Original Motion Picture Soundtrack |
| STT                                            | Nhan đề                                        | Trình bày                                                    | Thời lượng                                     |
| ---------------------------------------------- | ---------------------------------------------- | ------------------------------------------------------------ | ---------------------------------------------- |
| 1.                                             | "Another Day of Sun"                           | Dàn diễn viên của La La Land                                 | 3:48                                           |
| 2.                                             | "Someone in the Crowd"                         | Emma Stone, Callie Hernandez, Sonoya Mizuno và Jessica Rothe | 4:19                                           |
| 3.                                             | "Mia and Sebastian's Theme"                    | Justin Hurwitz                                               | 1:38                                           |
| 4.                                             | "A Lovely Night"                               | Ryan Gosling và Stone                                        | 3:56                                           |
| 5.                                             | "Herman's Habit"                               | Hurwitz                                                      | 1:51                                           |
| 6.                                             | "City of Stars"                                | Gosling                                                      | 1:51                                           |
| 7.                                             | "Planetarium"                                  | Hurwitz                                                      | 4:17                                           |
| 8.                                             | "Summer Montage/Madeline"                      | Hurwitz                                                      | 2:04                                           |
| 9.                                             | "City of Stars"                                | Gosling và Stone                                             | 2:29                                           |
| 10.                                            | "Start a Fire"                                 | John Legend                                                  | 3:12                                           |
| 11.                                            | "Engagement Party"                             | Hurwitz                                                      | 1:27                                           |
| 12.                                            | "Audition (The Fools Who Dream)"               | Stone                                                        | 3:48                                           |
| 13.                                            | "Epilogue"                                     | Hurwitz                                                      | 7:39                                           |
| 14.                                            | "The End"                                      | Hurwitz                                                      | 0:46                                           |
| 15.                                            | "City of Stars (Humming)"                      | Hurwitz và Stone                                             | 2:42                                           |
| Tổng thời lượng:                               | Tổng thời lượng:                               | Tổng thời lượng:                                             | 45:50                                          |

| La La Land: Original Motion Picture Score | La La Land: Original Motion Picture Score       | La La Land: Original Motion Picture Score | La La Land: Original Motion Picture Score |
| STT                                       | Nhan đề                                         | Trình bày                                 | Thời lượng                                |
| ----------------------------------------- | ----------------------------------------------- | ----------------------------------------- | ----------------------------------------- |
| 1.                                        | "Mia Gets Home"                                 | Justin Hurwitz                            | 0:27                                      |
| 2.                                        | "Bathroom Mirror / You're Coming Right?"        | Hurwitz                                   | 1:23                                      |
| 3.                                        | "Classic Rope-A-Dope"                           | Hurwitz                                   | 0:45                                      |
| 4.                                        | "Mia and Sebastian's Theme"                     | Hurwitz                                   | 1:37                                      |
| 5.                                        | "Stroll Up The Hill"                            | Hurwitz                                   | 0:49                                      |
| 6.                                        | "There The Whole Time / Twirl"                  | Hurwitz                                   | 0:44                                      |
| 7.                                        | "Bogart & Bergman"                              | Hurwitz                                   | 2:11                                      |
| 8.                                        | "Mia Hates Jazz"                                | Hurwitz                                   | 1:10                                      |
| 9.                                        | "Herman's Habit"                                | Hurwitz                                   | 1:52                                      |
| 10.                                       | "Rialto At Ten"                                 | Hurwitz                                   | 1:38                                      |
| 11.                                       | "Rialto"                                        | Hurwitz                                   | 0:28                                      |
| 12.                                       | "Mia and Sebastian's Theme (Late For The Date)" | Hurwitz                                   | 1:30                                      |
| 13.                                       | "Planetarium"                                   | Hurwitz                                   | 4:19                                      |
| 14.                                       | "Holy Hell"                                     | Hurwitz                                   | 0:42                                      |
| 15.                                       | "Summer Montage / Madeline"                     | Hurwitz                                   | 2:04                                      |
| 16.                                       | "It Pays"                                       | Hurwitz                                   | 2:12                                      |
| 17.                                       | "Chicken On A Stick"                            | Hurwitz                                   | 1:40                                      |
| 18.                                       | "City of Stars / May Finally Come True"         | Hurwitz, Ryan Gosling, Emma Stone         | 4:18                                      |
| 19.                                       | "Chinatown"                                     | Hurwitz                                   | 1:23                                      |
| 20.                                       | "Surprise"                                      | Hurwitz                                   | 1:30                                      |
| 21.                                       | "Boise"                                         | Hurwitz                                   | 1:13                                      |
| 22.                                       | "Missed The Play"                               | Hurwitz                                   | 0:36                                      |
| 23.                                       | "It's Over / Engagement Party"                  | Hurwitz                                   | 1:35                                      |
| 24.                                       | "The House In Front Of The Library"             | Hurwitz                                   | 0:31                                      |
| 25.                                       | "You Love Jazz Now"                             | Hurwitz                                   | 0:51                                      |
| 26.                                       | "Cincinnati"                                    | Hurwitz                                   | 2:06                                      |
| 27.                                       | "Epilogue"                                      | Hurwitz                                   | 7:39                                      |
| 28.                                       | "The End"                                       | Hurwitz                                   | 0:46                                      |
| 29.                                       | "Credits"                                       | Hurwitz                                   | 3:40                                      |
| 30.                                       | "Mia and Sebastian's Theme (Celesta)"           | Hurwitz                                   | 1:28                                      |
| Tổng thời lượng:                          | Tổng thời lượng:                                | Tổng thời lượng:                          | 53:00                                     |

## Giải thưởng
| Giải thưởng                                | Giải thưởng          | Giải thưởng                           | Giải thưởng                   | Giải thưởng  | Giải thưởng   |
| Giải thưởng                                | Ngày trao giải       | Thể loại                              | Người/tác phẩm được đề cử     | Kết quả      | Cth.          |
| ------------------------------------------ | -------------------- | ------------------------------------- | ----------------------------- | ------------ | ------------- |
| Hollywood Music in Media Awards            | 17 tháng 11 năm 2016 | Nhạc nền cho phim xuất sắc nhất       | Justin Hurwitz                | Đề cử        | [ 4 ] [ 5 ]   |
| Hiệp hội phê bình phim Los Angeles         | 4 tháng 12 năm 2016  | Âm nhạc xuất sắc nhất                 | Justin Hurwitz, Pasek và Paul | Đoạt giải    | [ 6 ]         |
| Hiệp hội phê bình phim San Francisco       | 11 tháng 12 năm 2016 | Nhạc nền xuất sắc nhất                | Justin Hurwitz                | Đề cử        | [ 7 ] [ 8 ]   |
| Hiệp hội phê bình phim San Diego           | 12 tháng 12 năm 2016 | Nhạc nền xuất sắc nhất                | La La Land                    | Về nhì       | [ 9 ] [ 10 ]  |
| Hiệp hội phê bình phim Dallas–Fort Worth   | 13 tháng 12 năm 2016 | Best Musical Score                    | Justin Hurwitz                | Đoạt giải    | [ 11 ]        |
| Hiệp hội phê bình phim Chicago             | 15 tháng 12 năm 2016 | Nhạc phim xuất sắc nhất               | Justin Hurwitz                | Đề cử        | [ 12 ]        |
| Hiệp hội phê bình phim St. Louis Gateway   | 18 tháng 12 năm 2016 | Âm nhạc/nhạc nền hay nhất             | Justin Hurwitz                | Đoạt giải    | [ 13 ]        |
| Hiệp hội phê bình phim St. Louis Gateway   | 18 tháng 12 năm 2016 | Nhạc phim hay nhất                    | La La Land                    | Về nhì       | [ 13 ]        |
| IndieWire Critics Poll                     | 19 tháng 12 năm 2016 | Nhạc nền hoặc nhạc phim xuất sắc nhất | La La Land                    | Về nhì       | [ 14 ]        |
| Hiệp hội phê bình phim Houston             | 6 tháng 1 năm 2017   | Nhạc nền xuất sắc nhất                | Justin Hurwitz                | Đoạt giải    | [ 15 ] [ 16 ] |
| Giải Quả cầu vàng                          | 8 tháng 1 năm 2017   | Nhạc nền xuất sắc nhất                | Justin Hurwitz                | Đoạt giải    | [ 17 ]        |
| Hiệp hội phê bình phim Denver              | 16 tháng 1 năm 2017  | Nhạc nền xuất sắc nhất                | Justin Hurwitz                | Chưa công bố | [ 18 ]        |
| Giải thưởng Điện ảnh Viện Hàn lâm Anh quốc | 12 tháng 2 năm 2017  | Nhạc phim hay nhất                    | Justin Hurwitz                | Chưa công bố | [ 19 ]        |
| Giải thưởng Vệ tinh                        | 19 tháng 2 năm 2017  | Nhạc nền xuất sắc nhất                | Justin Hurwitz                | Đoạt giải    | [ 20 ]        |

## Xếp hạng
| Bảng xếp hạng (2017)                     | Thứ hạng cao nhất |
| ---------------------------------------- | ----------------- |
| Úc (ARIA)                                | 7                 |
| Album Bỉ (Ultratop Vlaanderen)           | 77                |
| Album Bỉ (Ultratop Wallonie)             | 190               |
| Album Canada (Billboard)                 | 3                 |
| Album Hà Lan (Album Top 100)             | 23                |
| Album Phần Lan (Suomen virallinen lista) | 26                |
| Album Đức (Offizielle Top 100)           | 22                |
| Album Hungaria (MAHASZ)                  | 14                |
| New Zealand (RMNZ)                       | 17                |
| Album Scotland (OCC)                     | 3                 |
| Album Thụy Sĩ (Schweizer Hitparade)      | 59                |
| Đài Loan (Five Music)                    | 1                 |
| Album Anh Quốc (OCC)                     | 3                 |
| Album Anh Quốc Soundtrack (OCC)          | 1                 |
| Album Hoa Kỳ Billboard 200               | 2                 |
| Album Hoa Kỳ Soundtrack (Billboard)      | 1                 |